# FK Arsenal Kragujevac
Omladinski Fudbalski Klub Arsenal Kragujevac (serb.: Омладински Фудбалски Клуб Арсенал Крагуевац) – serbski klub piłkarski z siedzibą w Kragujevacu (w okręgu szumadijskim). Został utworzony w 1930 roku. Obecnie występuje tylko w rozgrywkach młodzieżowych Serbii. W trakcie sezonu 2017/18 klub wycofał się z rozgrywek Zonskiej ligi grupy Zona Morava (4. poziom serbskich rozgrywek piłkarskich), a drużyna seniorów została rozwiązana.  
W czasach Federalnej Republiki Jugosławii "Arsenal Kragujevac" w sezonie 1996/97 występował w rozgrywkach Drugiej ligi SR Јugoslavije w grupie Zapad, gdzie zajął 17. miejsce (zdobył 29 punktów) i spadł do Srpskiej ligi.

## Stadion
Klub rozgrywa swoje mecze domowe na stadionie Stadion Palilule w Kragujevacu, który może pomieścić 1.900 widzów.

## Sezony
| Sezon               | Liga                                         | Poziom | Miejsce |
| Serbia i Czarnogóra |                                              |        |         |
| 2003/04             | Prva liga Kragujevaca                        | V      | ?       |
| 2004/05             | Prva liga Kragujevaca                        | V      | 1       |
| 2005/06             | Zonska liga (Šumadijska zona)                | IV     | 18      |
| Serbia              |                                              |        |         |
| 2006/07             | Prva liga Kragujevaca                        | V      | ?       |
| 2007/08             | Prva liga Kragujevaca                        | V      | ?       |
| 2008/09             | Prva liga Kragujevaca                        | V      | 7       |
| 2009/10             | Prva liga Kragujevaca                        | V      | ?       |
| 2010/11             | Prva liga Kragujevaca                        | V      | 11      |
| 2011/12             | Prva liga Kragujevaca                        | V      | 2       |
| 2012/13             | Prva liga Kragujevaca                        | V      | 1       |
| 2013/14             | Zonska liga (Zona Morava)                    | IV     | 14      |
| 2014/15             | Prva liga Kragujevaca                        | V      | 1       |
| 2015/16             | Zonska liga (Zona Morava)                    | IV     | 11      |
| 2016/17             | Zonska liga (Zona Morava)                    | IV     | 14      |
| 2017/18             | Zonska liga (Zona Morava)                    | IV     | 16 *    |
| 2018/19             | brak drużyny seniorów w rozgrywkach ligowych | -      | -       |
| 2019/20             | brak drużyny seniorów w rozgrywkach ligowych | -      | -       |
| 2020/21             | brak drużyny seniorów w rozgrywkach ligowych | -      | -       |

 * W trakcie sezonu 2017/18 Arsenal wycofał się z rozgrywek Zonskiej ligi grupy Zona Morava po rundzie jesiennej, a jego wyniki anulowano (drużyna seniorów została rozwiązana).

## Sukcesy
- 1996 (awans do Drugiej ligi SR Јugoslavije).
- mistrzostwo Prvej ligi Kragujevaca (V liga) (3x): 2005, 2013 i 2015 (awanse do Zonskiej ligi).
- wicemistrzostwo Prvej ligi Kragujevaca (V liga) (1x): 2012.